# Woodland Choir
A Woodland Choir egy Bakos Attila által 1998-ban létrehozott, egyszemélyes ambient "zenekar". Az első két demó még számítógéppel készült, a debütalbumon viszont már akusztikus gitár és furulya szolgáltatta a keretet az ének számára. Ezután 7 év szünet, majd a második lemez következett, ami a cseh Epidemie Recordsnál jelent meg, témája pedig "egy kívánság, egy lélek két felének egyesülése". A zenekar 2015-ben szűnt meg, pontosabban összeolvadt a Taranisszal.

## Kiadványok

### Demók
- Faerie (1999)
- Visions (2000)

### Nagylemezek
- For you (2002)
- Serenity Rise (2010)